# Mattinata settembrina
Mattinata settembrina (titolo originale: Matinée de Septembre) è un dipinto del pittore francese Paul Chabas.
Opera di nudo sottilmente erotico, Mattinata settembrina fu dipinta in tre estati: terminata e presentata nel Salon del 1912, fu premiata senza suscitare alcuna particolare sensazione, malgrado l'evidente erotismo del soggetto: una giovane nuda che rabbrividisce nelle fredde acque di settembre del lago di Annecy nell'Alta Savoia. La modella era una donna del luogo e Chabas vi aveva adattato il volto di una giovane americana, Julie Phillips, conosciuta con sua madre a Parigi.
Il dipinto fu mandato l'anno dopo ad un'esposizione che si teneva a Chicago, dove il sindaco accusò il gallerista di indecenza, citandolo in tribunale, che gli diede però torto. Questa vicenda giudiziaria rese famoso il quadro che, passato in esposizione a New York, fu visto dal presidente della Society for the Suppression of Vice, Anthony Comstock, il quale ne rimase scandalizzato, reclamandone invano la rimozione dalla mostra.
A questo punto la fama del quadro raggiunse il massimo: in tutto il paese imperversavano vignette satiriche su giornali e riviste, la folla si accalcava per vedere l'opera che fu riprodotta rapidamente in calendari, cartoline e sulle scatole dei più diversi prodotti commerciali.
Paul Chabas lo vendette per 10.000 dollari a un collezionista russo ma, dopo la Rivoluzione russa, il quadro ricomparve a Parigi nella collezione Gulbenkian: di qui passò in una collezione di Filadelfia e infine, nel 1957, al Metropolitan Museum di New York, che lo conserva tuttora. Dato il successo del quadro, Chabas ne dipinse ancora alcune varianti.